# Llengües yuruna
Les llengües yuruna (o llengües jurúna) del Brasil formen una branca de la família lingüística tupí.
Són les llengües juruna, maritsauá, i xipaya.

## Varietats
A continuació es mostra una llista de les varietats de llengua yuruna llistades per Loukotka (1968), incloses els noms de varietats no verificades.
- Yuruna / Paru-podeari - parlat al curs mig del riu Xingu.
- Arupai / Urupaya - parlat una vegada al riu Xingú al sud de la tribu Yuruna. (sense atestar).
- Shipaya / Achipaya / Jacipoya - un cop parlat al riu Iriri i riu Curua, ara probablement extingit.
- Manitsauá / Mantizula - parlat en un sol poble del riu Manissauá-Miçu, afluent del riu Xingu.

L'Instituto Socioambiental llista el yudjá i els extingits arupaia (Arupai), Xipaia, Peapaia, Aoku (no identificat), i Maritsawá.

## Reconstrucció
Les consonants del proto- juruna (Fargetti i Rodrigues 2008: 556):
| p | t |   | k | ʔ |
| b | d |   | g |   |
| m | n |   |   |   |
|   | ɾ |   |   |   |
|   | s | ʃ |   |   |
|   | z |   |   |   |
|   | ɮ |   |   |   |
| w |   | j |   |   |

Les vocals (Carvalho 2019):
|         | Anterior | Central | Posterior |
| ------- | -------- | ------- | --------- |
| Alta    | i        | ɨ       | u         |
| Mitjana | e        |         |           |
| Baixa   |          | a       |           |